# Histoire de San Diego

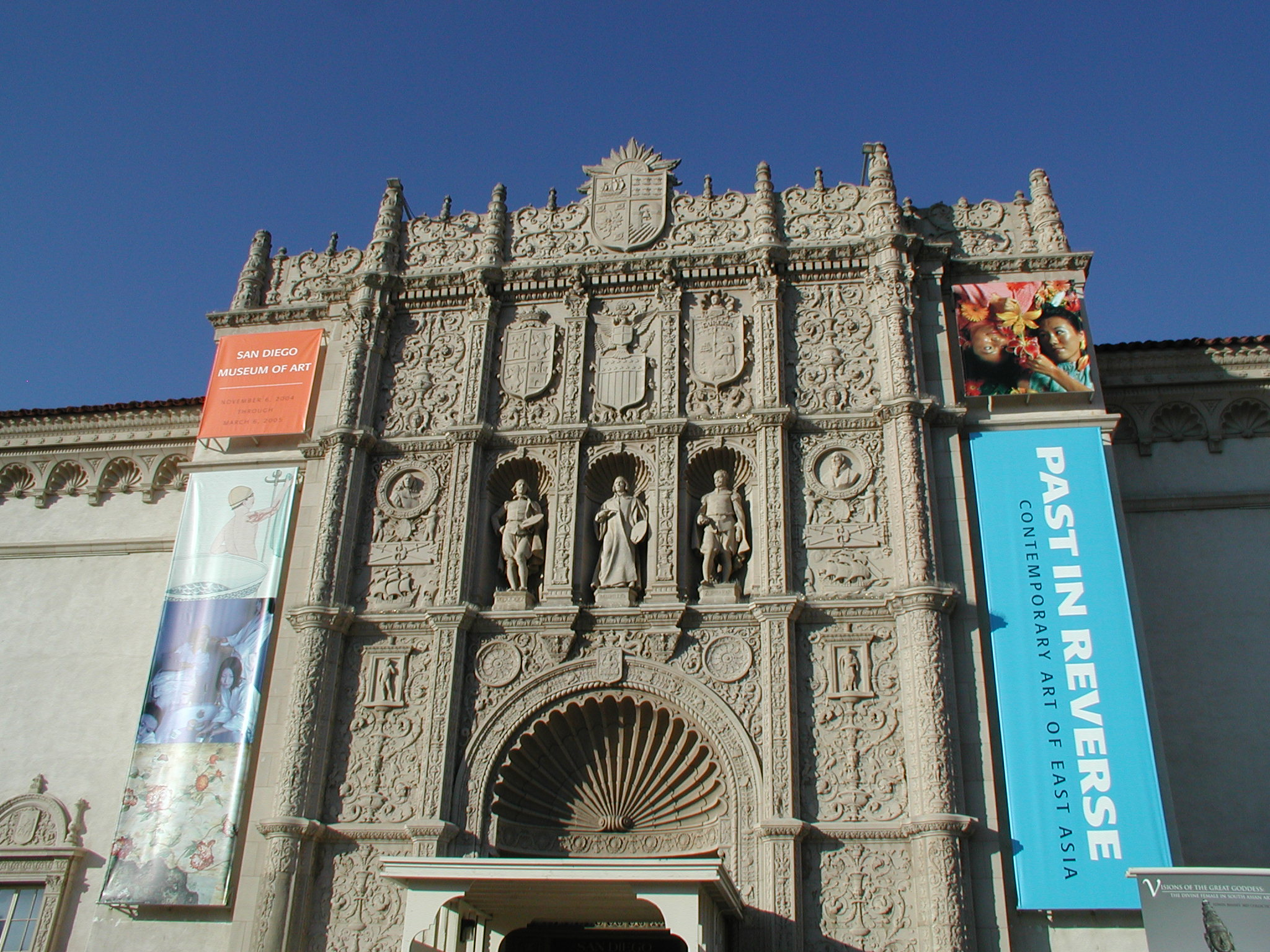
Musée de l'Art de San Diego.

L’histoire de San Diego désigne l'histoire de la ville de San Diego, en Californie.

## Histoire

### Origine du peuplement

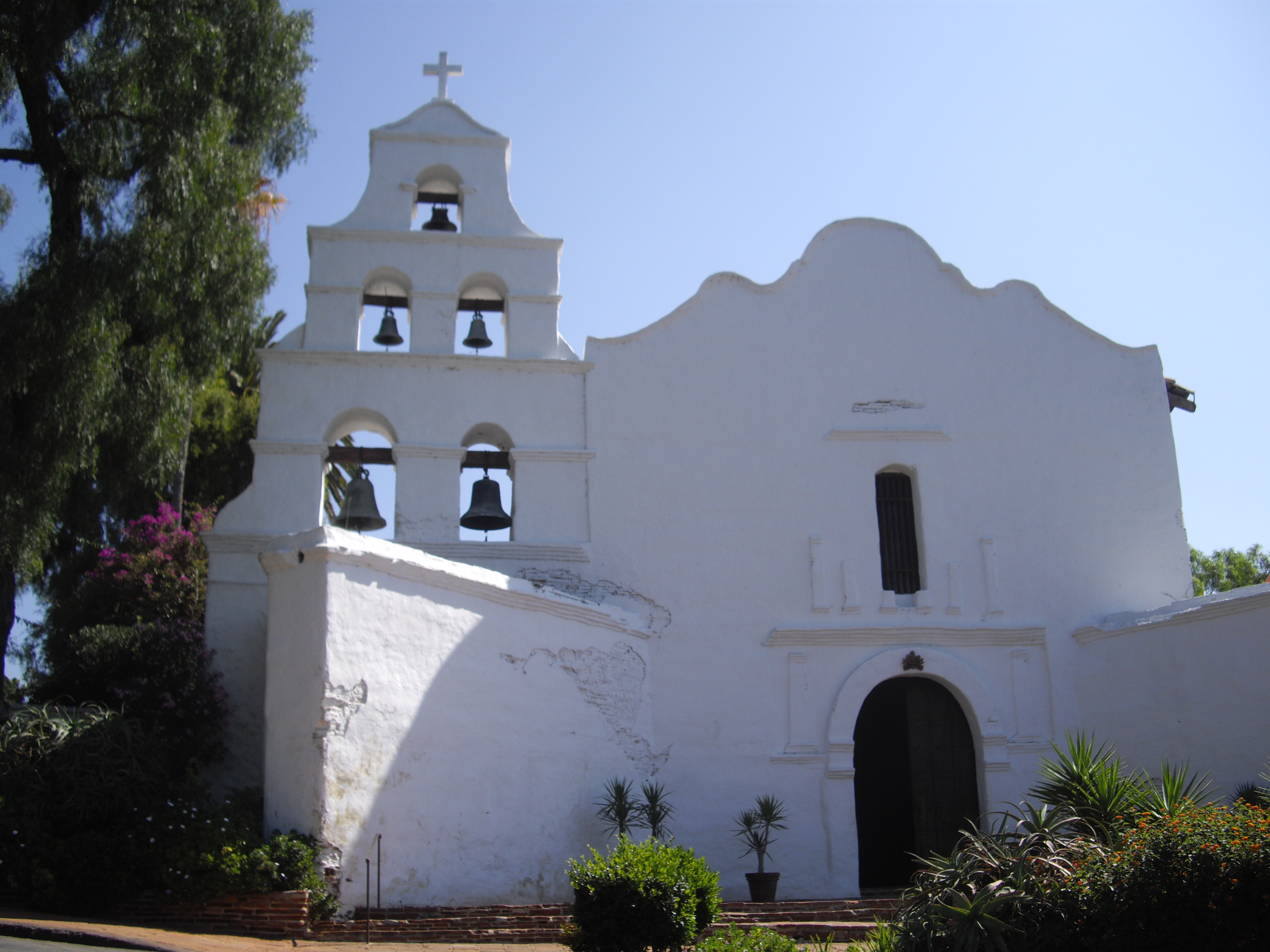
La Mission San Diego de Alcalá.

Depuis la Préhistoire et pendant plus de dix siècles, le territoire et la région de San Diego est peuplé par le peuple amérindien des Kumeyaay. Le premier européen à visiter la région est l'explorateur portugais João Rodrigues Cabrilho qui y débarque en 1542.
La baie et la région de San Diego ne sont nommés ainsi que 60 ans plus tard lorsque le marchand Sebastián Vizcaíno entreprend de cartographier la Haute-Californie pour le compte du royaume d'Espagne en 1602. Après avoir pris contact avec les peuples amérindiens de la zone et avoir célébré un office catholique dans la baie le jour de la San Diego (d'où son nom), Vizcaíno repart convaincu que la région a du potentiel et qu'une colonie pourrait y être établie mais les espagnols restent sceptiques et il faudra attendre 167 ans avant que la colonisation européenne de la zone ne débute.
En 1769, l'explorateur et officier espagnol Gaspar de Portolà débarque avec son expédition à proximité de San Diego. C'est un de ses soldats et lieutenants, Pedro Fages, qui fonde le 14 mai 1769 le Presidio de San Diego, qui sera la première installation permanente européenne sur la Côte Pacifique ainsi que l'origine de la future colonie de San Diego. Le 16 juillet 1769, le missionnaire franciscain Junípero Serra, communiquant étroitement avec l'expédition de Gaspar de Portolà, fonde la Mission San Diego de Alcalá, près de l'actuelle ville de San Diego et parfois surnommée la « Première église de Californie » (en tant que première d'une série de 21 missions en Haute-Californie).

### Période mexicaine
En 1821, au terme de la guerre d'indépendance du Mexique qui avait débuté en onze ans plus tôt, le Mexique obtient son indépendance en se séparant de l'Empire espagnol et en devenant, à travers l’Acte de l'Indépendance de l'Empire mexicain, le Premier Empire mexicain. Cet État, alors dirigé par l'empereur Agustín de Iturbide, comprend la majeure partie de l'Amérique centrale ainsi que la Californie où se trouve San Diego. La ville est située à l'époque dans la province de Haute-Californie. La mission San Diego de Alcalá est sécularisée (c'est-à-dire que les biens de l’Église passent dans le domaine public) en 1834 par le gouvernement mexicain et les terres autour sont toutes vendues.

#### Guerre américano-mexicaine

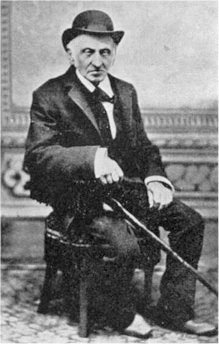
Louis Rose, pionnier de San Diego et fondateur de Roseville.

En 1855, Louis Rose, un émigrant juif allemand, fonde avec son associé James W. Robinson le San Diego and Gila Railroad. Il achète en 1866 un terrain adjacent à la baie de San Diego, qu'il aménage en ville en 1869 et appelle Roseville, devenue aujourd'hui un quartier du centre-ville de San Diego,. Rose Creek et Rose Canyon à San Diego portent également son nom car ils se trouvent à l'emplacement des 650 acres qu'il avait achetés dans le canyon en 1853 pour établir son ranch avec une tannerie et une vigne,.